# Bolszoje Bołdino
Bolszoje Bołdino (ros. Большое Болдино) – wieś (sieło) w Rosji, w obwodzie niżnonowogrodzkim, ośrodek administracyjny rejonu bolszebołdińskiego. W 2010 liczyła 5074 mieszkańców.

## Urodzeni
- Konstantin Katuszew – radziecki polityk.